# 15220 Sumerkin
15220 Sumerkin è un asteroide della fascia principale. Scoperto nel 1981, presenta un'orbita caratterizzata da un semiasse maggiore pari a 2,5296465 UA e da un'eccentricità di 0,2437995, inclinata di 8,65346° rispetto all'eclittica.